# Летурно, Шарль
Шарль Летурно́ (фр. Charles Létourneau; родился 23 сентября 1831 года, Оре, Франция — умер 23 февраля 1902 года, Париж, Франция) — французский этнограф-социолог, антрополог, автор многочисленных трудов по истории развития общественных учреждений и человеческой культуры вообще.

## Биография
Доктор медицины (с 1858), президент (с 1886) и ген. секретарь (с 1887) Парижского антропологического общества (фр. Société d'anthropologie de Paris), профессор истории цивилизации в Антропологической школе (с 1885).

## Взгляды
В понимании природы Летурно — материалист. Опровергая религиозные верования, подчеркивая связь материализма с успехами естествознания, он заявлял: «в настоящее время после стольких перипетий материалистическая философия завоевала своё право гражданства и её окончательный триумф не вызывает сомнений».
Будучи убежденным эволюционистом, Летурно утверждал, что все общественные институты необходимо рассматривать в их изменении и развитии. Наилучшим методом является обращение к этнографии, на которой и должна быть построена социология.
При помощи этнографии, по его мнению, можно изобразить последовательный и непрерывный рост человеческой культуры гораздо точнее, чем при помощи обычного исторического метода.

История, даже вместе с легендарными сказаниями, открывает пред нами всего лишь один момент в эволюции человека; при помощи же этнографии можно подняться до самых её источников. Паровая машина приводится таким образом в связь с кремнёвым топором, пароход с — первобытной ладьей, дворец — с пещерой, флективные языки — с односложными, дифференциальное исчисление — с первобытной нумерацией австралийца, тщетно пытающегося пересчитать свои пальцы, великие арийские религии — с анимизмом африканского негра— Шарль Летурно
Летурно — далеко не строгий, методический исследователь явлений общественной жизни; не заботясь о тщательной поверке сведений, лежащих в основании его заключений, он дает очень мало ценного для объяснения причин и факторов социальной эволюции человечества и является не более как популяризатором современных социологических гипотез.
Влияние работ Летурно прослеживается в трудах многих мыслителей того времени — Фридриха Энгельса («Происхождении семьи, частной собственности и государства»), Льва Толстого и других.

## Сочинения
На русский язык переведены:
- Эволюция собственности, СПб., 1889;
- Социология по данным этнографии, Издание Ф. Павленкова, Типография Ю. Н. Эрлих, 1896 г.;
- Прогресс нравственности, 2 изд., СПб., 1910;
- Нравственность. Развитие её с древнейших времен и до наших дней, Книгоиздательство Н. С. Аскарханова, 1909 г.;
- Эволюция рабства, М., 1897;
- Литературное развитие различных племен и народов, СПб., 1895;
- Эволюция торговли, СПб., 1899;
- Эволюция воспитания у различных человеческих рас, СПб., 1900;
- Физиология страстей, СПб., 1896;
- Биология, СПб., 1903.